# Distretto di Plzeň-město

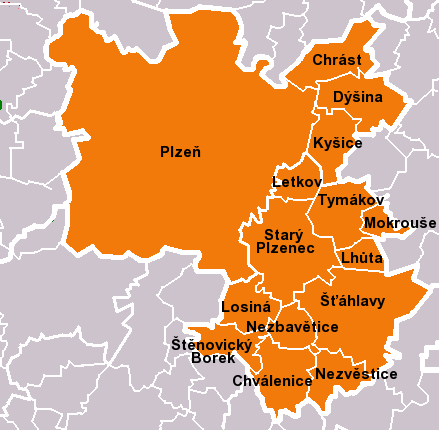
Comuni di distretto

Il distretto di Plzeň-město (in ceco okres Plzeň-město) è un distretto della Repubblica Ceca nella regione di Plzeň. Il capoluogo di distretto è la città di Plzeň.

## Geografia antropica
Il distretto conta 15 comuni:

### Città
- Plzeň
- Starý Plzenec

### Comuni mercato
- Il distretto non ha comuni con status di comune mercato

### Comuni
- Chrást
- Chválenice
- Dýšina
- Kyšice
- Letkov
- Lhůta
- Losiná
- Mokrouše
- Nezbavětice
- Nezvěstice
- Šťáhlavy
- Štěnovický Borek
- Tymákov